# Antarchaea erubescens
Antarchaea erubescens is een vlinder uit de familie spinneruilen (Erebidae). De wetenschappelijke naam is voor het eerst geldig gepubliceerd in 1910 door Bang-Haas.
De soort komt voor in tropisch Afrika.